# Dipartimento di Oruro
Il dipartimento di Oruro è uno dei nove dipartimenti della Bolivia, situato nel sud-ovest della Bolivia, ha come capoluogo la città omonima. L'estensione è pari a 53.588 km². La popolazione è di 494.178 abitanti secondo il censimento 2012.
Confina a nord con il dipartimento di La Paz, a sud con il dipartimento di Potosí, a est con il dipartimento di Cochabamba e a ovest con il Cile.
A livello topografico è caratterizzato da un altopiano esteso chiamato altiplano o meseta altiplánica e gran parte del territorio è da ritenersi montagnoso, la vetta più alta è il monte Sajama che raggiunge i 6.542 metri sul livello del mare.

## Geografia fisica

### Clima
Il clima è prevalentemente freddo in particolare nella cordillera occidental. Nella puna desertica le basse temperature sono accompagnate anche da un clima particolarmente secco. In estate la temperatura è semi-temperata

## Geografia antropica

### Suddivisioni amministrative

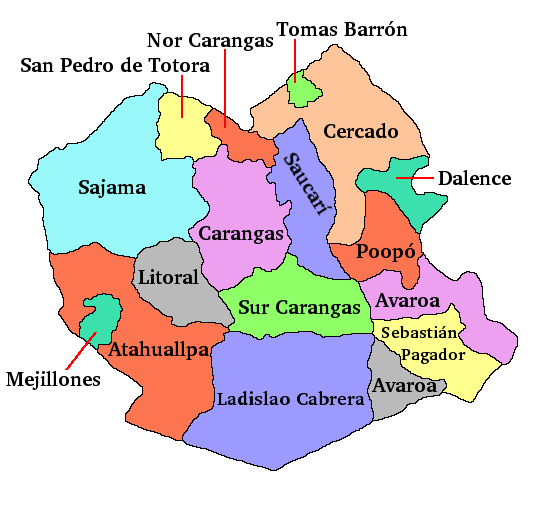
Suddivisione amministrativa in province.

È suddiviso in 16 province e 119 cantoni.
| Provincia            | Popolazione |
| -------------------- | ----------- |
| Atahuallpa           | 9.477       |
| Carangas             | 11.949      |
| Cercado              | 31.111      |
| Eduardo Avaroa       | 27.675      |
| Ladislao Cabrera     | 14.063      |
| Litoral              | 6.256       |
| Nor Carangas         | 6.233       |
| Pantaléon Dalence    | 22.953      |
| Poopó                | 13.709      |
| Puerto de Mejillones | 1.357       |
| Sajama               | 9.620       |
| San Pedro de Totora  | 5.422       |
| Saucarí              | 8.999       |
| Sebastián Pagador    | 10.279      |
| Sud Carangas         | 7.362       |
| Tomás Barrón         | 5.579       |